# Zunft zu Weinleuten (Basel)

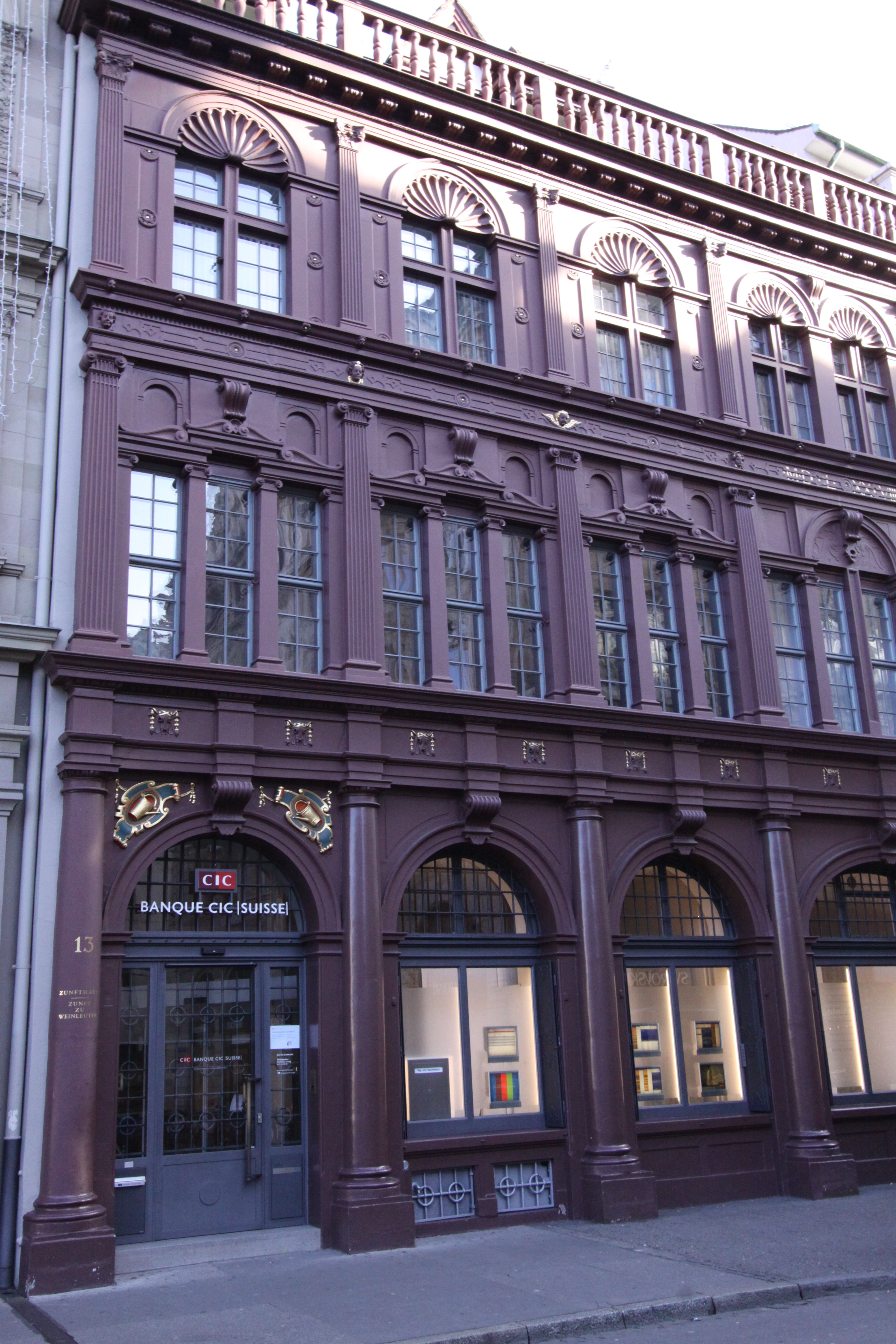
Marktplatz 13, Sitz der E. E. Zunft zu Weinleuten

E. E. Zunft zu Weinleuten, auch Gelten-Zunft genannt, ist eine öffentlich-rechtliche Korporation der Stadt Basel und eine der vier Basler Herrenzünfte. Sie ist die historische Vereinigung der Weinhändler, Weinschenke und Weinlader, steht heute aber allen Berufsständen offen.

## Anmerkung
1. ↑  E.E. steht für Eine Ehren